# Tübingen
Tübingen egyetemi város a dél-németországi Baden-Württemberg szövetségi tartományban, Stuttgarttól kb. 30 km-re délre. A várost egykoron a helyi szőlőtermesztő parasztok (Gôgen) mezőgazdasági tevékenysége és kereskedelmi szerepe jellemezte; ma jelentőségét elsősorban a Szakállas Eberhard gróf (Graf Eberhard im Barte) által 1477-ben alapított egyeteme, a Tübingeni Egyetem (Eberhard-Karls-Universität) adja, amivel az egyik legrégebbi német egyetemi város. Fontos kulturális és igazgatási központként is. A II. világháború után, 1947 és 1952 között Württemberg-Hohenzollern nevű népállam fővárosa volt.

## Fekvése
Tübingen Baden-Württemberg tartomány földrajzi középpontjában, Stuttgarttól mintegy 40 km-re délre, a Schwäbische Alb északi peremén fekszik. A város nyugati részén halad keresztül a 9° keleti hosszúsági főkör, amely több koordináta-rendszernek, így például az UTM-rendszer egyik zónájának is alapvonala.
Magassági értelemben a város igen változatos elhelyezkedést mutat: a Neckar folyó szintjétől (313,2 m/317,5 m) csaknem az 500 m tengerszint feletti magasságot is elérve (Waldhäuser/Horemer/Mittlerer Weg) széles tartományt fog át. A déli városrész alluviálisan sík jellege az Österberg festői lankáival és az északi részek meredekebb lejtőivel pompásan harmonizálnak, a déli irányokban pedig a Schwäbische Alb panorámája nyújt  gyönyörködtető látképet. Tiszta időben a Hohenzollern-kastély sziluettje koronázza a látványt.
Tübingen a vizek városa. A mai Tübingent a nyugatról keleti irányba tartó Neckar folyó szeli ketté. A város közepén kialakított, parkosított kis szigetet (Platanenallee) körülölelő folyóágak mellett, a Neckar-hídtól (Neckarbrücke) keletre torkollik a változó vízhozamú Steinlach a Neckarba, míg a történelmi városmagot északról határoló, a középkorban várárokként is szabályozott Ammer a várhegyet és a korábban szőlőtermeléséről híres, ma inkább rádiótornyáról felismerhető Österberget északról kerülve, a Bebenhausen felől érkező Goldersbachot előbb magába foglalva, néhány km-rel keletebbre ömlik a Neckarba.
A történelmi Tübingent mint eredeti városmag köré települt egykori falvak, ma városrészek övezik. A történelmi óvároson kívül délen, a Neckar túlpartján Derendingen, keleten Lustnau és Pfrondorf, északon Bebenhausen és Waldhäusen, valamint – az 1970-es években kialakult városrészként – Waldhäuser Ost, északnyugaton Hagelloch és Unterjesingen, nyugaton Hirschau, délnyugaton pedig Bühl, Weilheim, és Kressbach ma már mint városrészek együttesen alkotják a mai Tübingent.

## Éghajlata
| Hónap                         | Jan.  | Feb.  | Már.  | Ápr. | Máj. | Jún. | Júl. | Aug. | Szep. | Okt. | Nov.  | Dec.  | Év    |
| ----------------------------- | ----- | ----- | ----- | ---- | ---- | ---- | ---- | ---- | ----- | ---- | ----- | ----- | ----- |
| Rekord max. hőmérséklet (°C)  | 17,1  | 21,0  | 24,6  | 26,8 | 31,5 | 35,0 | 36,6 | 37,7 | 31,6  | 29,7 | 20,3  | 16,5  | 37,7  |
| Átlagos max. hőmérséklet (°C) | 3,7   | 5,4   | 9,8   | 14,1 | 18,6 | 23,7 | 26,2 | 25,9 | 19,5  | 14,4 | 8,1   | 4,4   | 14,5  |
| Átlagos min. hőmérséklet (°C) | −2,9  | −2,5  | 0,8   | 3,8  | 8,2  | 11,3 | 13,3 | 12,9 | 9,2   | 5,4  | 1,0   | −1,6  | 5,0   |
| Rekord min. hőmérséklet (°C)  | −25,5 | −20,3 | −18,6 | −6,3 | −1,9 | 3,3  | 5,5  | 3,8  | 0,2   | −6,3 | −14,9 | −18,5 | −25,5 |
| Átl. csapadékmennyiség (mm)   | 41    | 37    | 48    | 50   | 86   | 87   | 86   | 69   | 57    | 59   | 50    | 50    | 719   |
| Havi napsütéses órák száma    | 80    | 96    | 138   | 177  | 217  | 217  | 232  | 224  | 169   | 123  | 74    | 60    | 1807  |

## Népessége
| Lakosok száma | 58 155 | 67 054 | 71 175 | 74 500 | 71 701 | 82 260 | 81 347 | 83 813 | 85 383 | 93 615 |
|               | 1961   | 1968   | 1974   | 1981   | 1987   | 1994   | 2000   | 2007   | 2013   | 2023   |

## Története

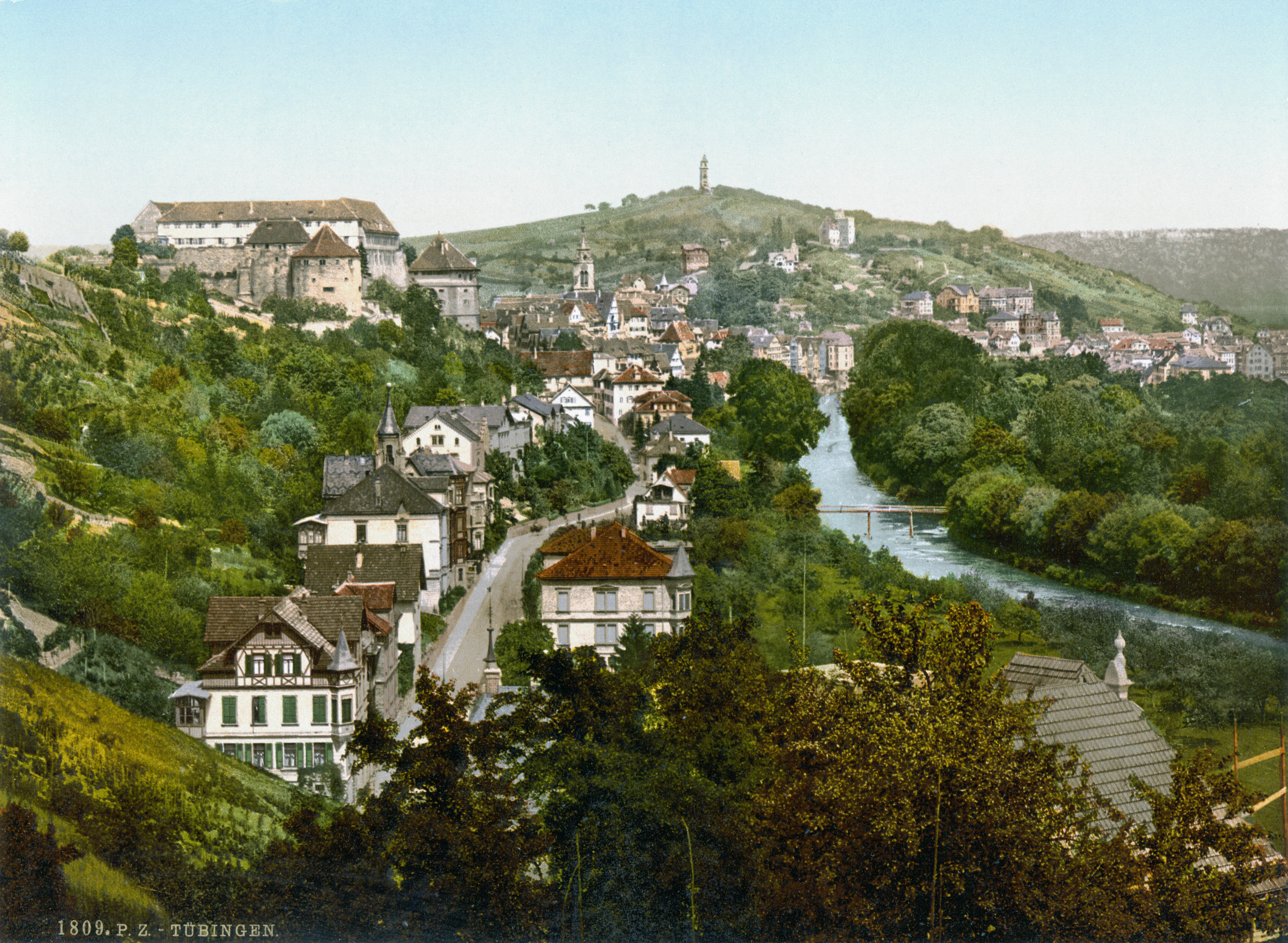
A város a 19. század végén

A település első nyomai mintegy 14 000 évvel ezelőttre nyúlnak vissza, a Római Birodalom idején pedig már fontos védvonal, a Neckar-Limes húzódott a város mai helyén.
Oklevélben 1078-ban említik először, 1231-ben már városi jogokat élvezett. 1477-ben az egyetem alapításával kezdődik a város gyors fejlődése: számos híres tudós, költő, irodalmár és politikus tanult, illetve tanított a több mint 500 éves egyetem falai között. Az ismertebbek közül néhány: Johannes Kepler, Friedrich Hölderlin, Eduard Mörike, Wilhelm Hauff, Alois Alzheimer, Dietrich Bonhoeffer, Walter F. Otto, Hans Küng, Christiane Nüsslein-Volhard, Frank Christoph Schnitzler, Horst Köhler, Joseph Ratzinger. Az egyetem szélesebb körben ismert a teológiai, botanikai, őslénytani, germanisztikai, filozófiai és orvosi kutatásairól, de érdemes megemlíteni, hogy például a Linux egyik gyakran használt felhasználói felülete, a KDE is egy egykori tübingeni diák, Matthias Ettrich diákkori  kezdeményezése.

## Nevezetességei

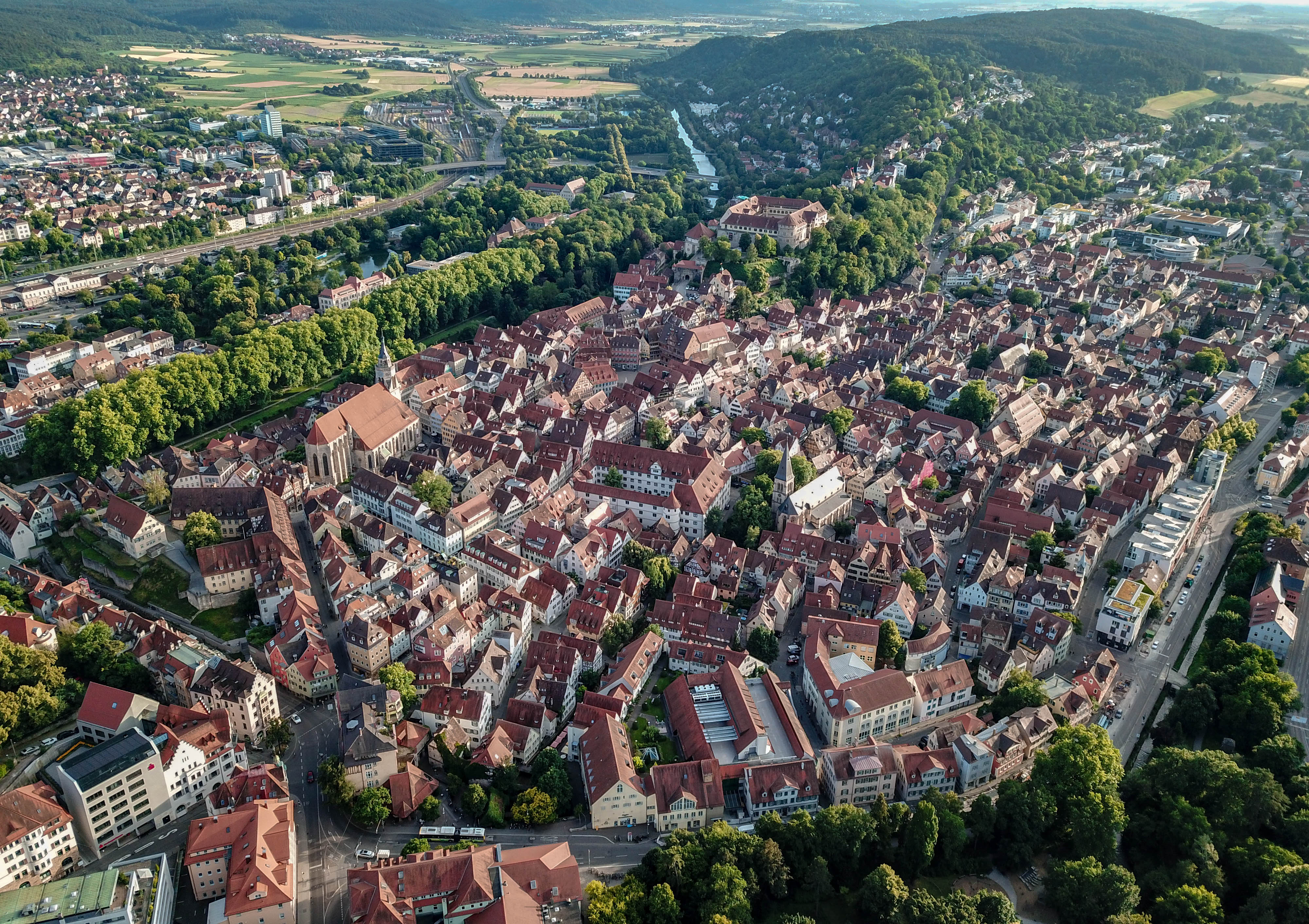
Az óváros madártávlatból

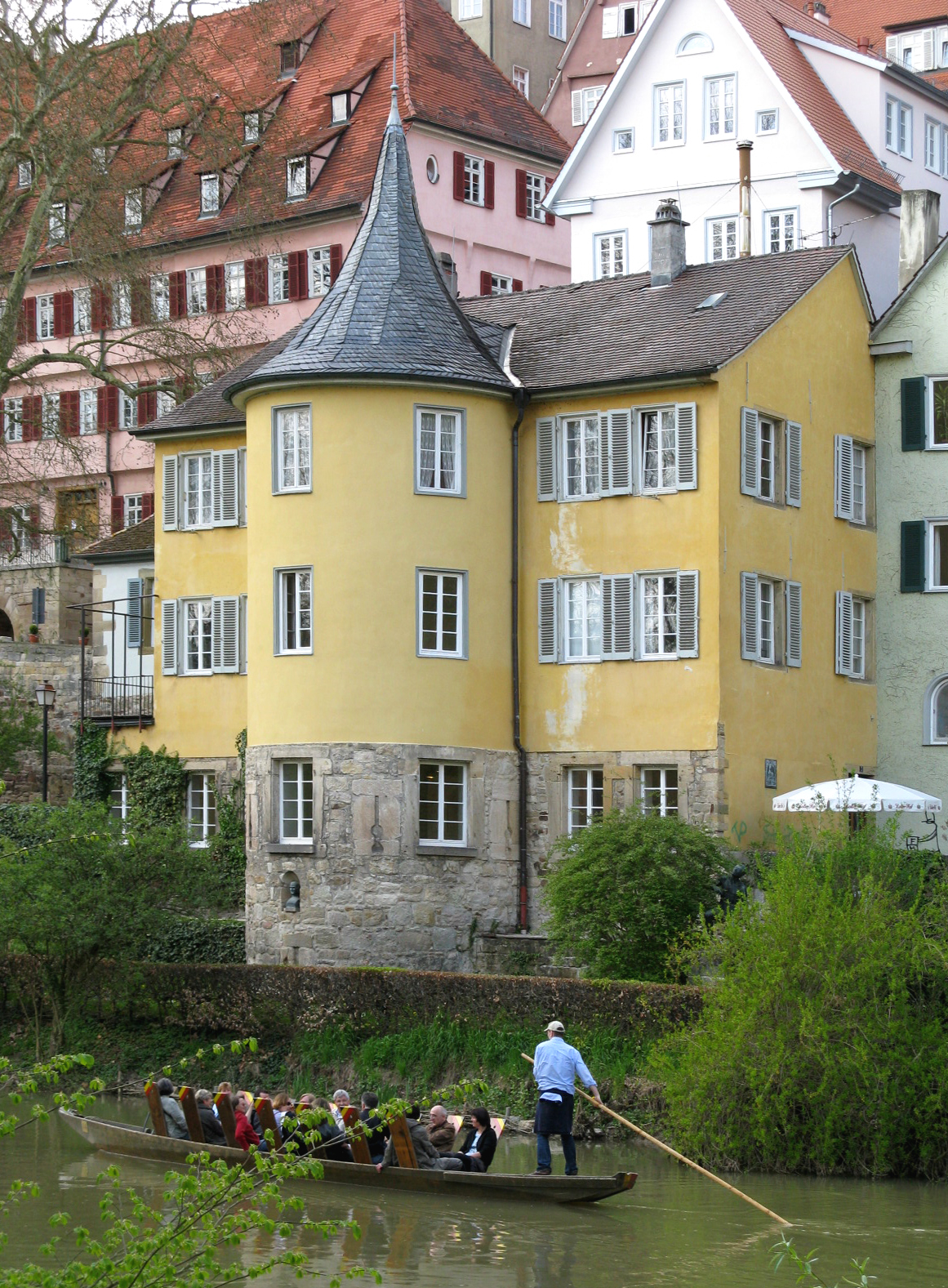
A Hölderlin-torony

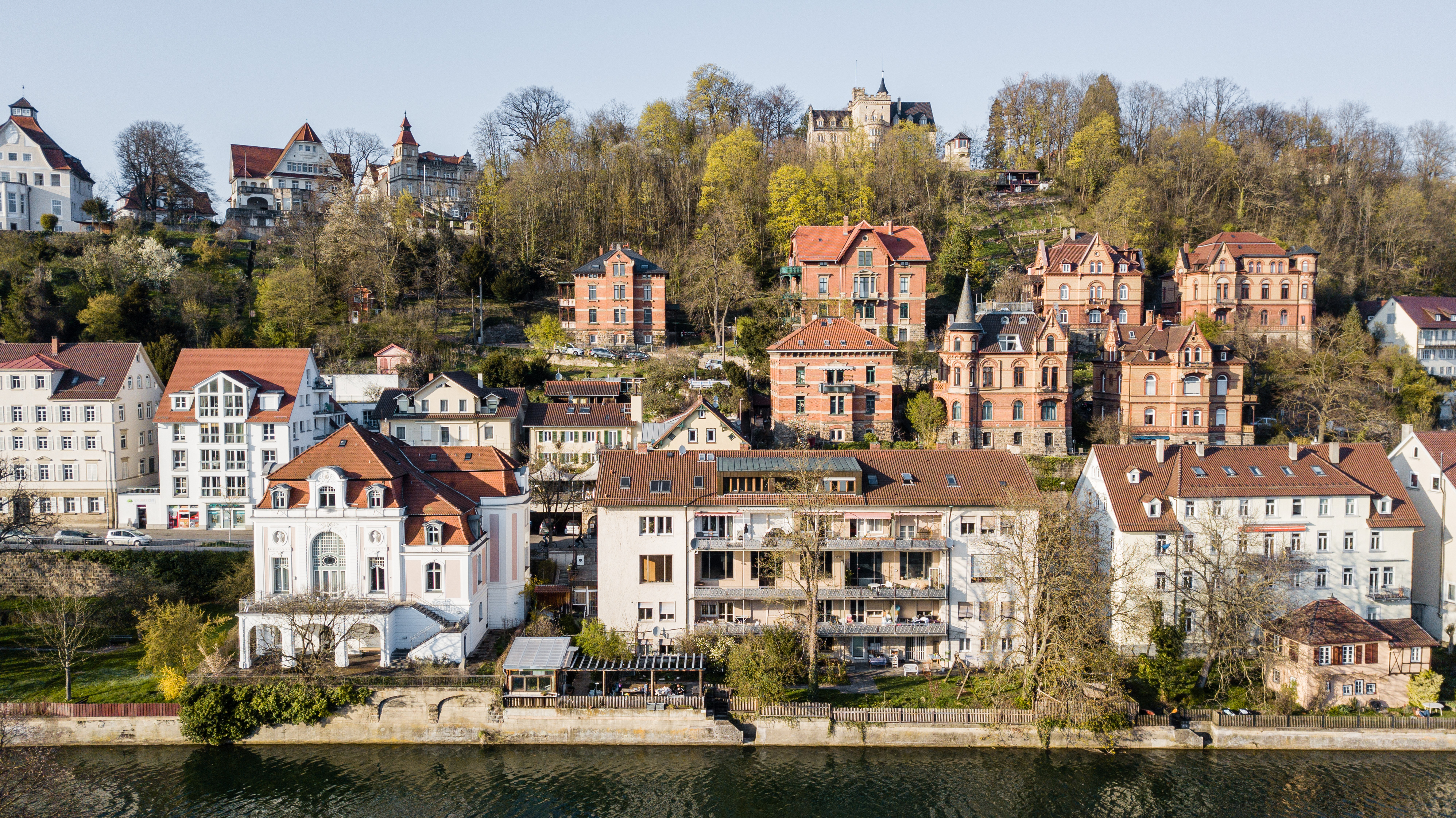
Házak az Olgastraße-n

A város nevezetességei részben az egyetemhez, részben a Neckar-part és a történelmi óváros építészeti együtteséhez kapcsolódnak. 
A Stiftskirche és Hölderlin-torony mellett immár a városhoz tartozó, a Schönbuch természetvédelmi terület szélén, festői környezetben álló ciszterci rendi bebenhauseni kolostor épületegyüttese érdemel feltétlen figyelmet.
Kulturális szempontbólː
- a tübingeni várban (Schloss Hohentübingen) található múzeum
- fontos kiállítóhely a Kunsthalle, ahol igen nagy visszhangot kiváltó kiállítások követik egymást,
- a Landestheater Tübingen (LTT), amely széles spektrumot felölelő színielőadásairól ismert.

## Gazdaság
A város ipari szempontból gyakorlatilag elvesztette a jelentőségét. A korábbiakban jelentősebbnek nevezhető könnyűipari tevékenység megszűnőben van, a területet ma bevásárlóközpontok és barkácsáruház foglalják el. A városi tulajdonban lévő energiaszolgáltató jórészt a város és környéke ellátására szorítkozik ugyan, de energiatermelő kapacitása kisebb mértékben folyamatosan fejlődik. Az 1990-es évek végén felújított, kis vízierőmű mellett 2000-ben adtak át egy kisebb gázüzemű erőművet (Waldhäuser Ost), amely az északi városrész energiaellátásában (például távfűtés) játszik szerepet.

## Igazgatás, szolgáltatások
A város egyúttal igazgatási centrum is: egyes kormányhivatalok kirendeltségei kaptak a déli városrészben (Derendingen) helyet. Ugyanitt találhatók kisebb-nagyobb bevásárlóközpontok is.
A város területén a négycsillagos szállodától a családi panzión át a Jugendherbergeig – természetesen a kempinget is beleértve – minden kategóriájú szálláslehetőség rendelkezésre áll. A hallgatók nagy száma (kb. 21000 fő) miatt meglévő kollégiumi kapacitást a szemeszterek közötti időszakban részlegesen ugyanebben a formában hasznosítják. Emellett igen jelentős (főleg a hallgatók szálláshelyeként) a hosszútávú szoba- és lakáskiadás.
Tübingenben  nagyszámú klinika is található, ahol hosszú ideje a nagy hagyományokkal rendelkező orvosi fakultásokon világszerte ismert, vezető kutatók képeznek kiváló szakembereket. Az intézményegyüttes egyúttal a tartomány egyik orvosi centrumát is alkotja: a város fogászati, nőgyógyászati, fül-orr-gégészeti, baleseti sebészeti, illetve szemklinikája feltétlenül említést érdemel.
A város egy uszodát (Hallenbad Nord), egy fürdőt (Uhlandbad) és egy strandot (Freibad) üzemeltet. Utóbbi a nyári szezonban fogad fürdővendégeket. A fürdők kialakítása minden igényt kielégít: a tervezéskor a kisgyermekes családoktól, a sportolni vágyókon át az idősebb korosztály sajátos igényeire is gondoltak.

## Közlekedés
A város egyúttal közlekedési csomópont is. A B27-es (Schaffhausen, Donaueschingen, Tübingen, Stuttgart, Würzburg, Göttingen) és a B28-as (Strasbourg, Freudenstadt, Tübingen, Reutlingen, Ulm) főutak keresztezik itt egymást. Emellett Tübingen a Neckar-Alb-Donau vasúti hálózat fontos csomópontja: a 760-as számú Stuttgart–Plochingen–Reutlingen–Tübingen, a 764-es számú Tübingen–Herrenberg (Ammertalbahn), a 765-ös Tübingen–Horb am Neckar és a 766-os Tübingen–Sigmaringen–Aulendorf (Zoller-Alb-Bahn) vasútvonalak metszéspontja.
A vasúti összeköttetésen kívül a környező településekkel sűrű buszjáratok kötik össze Tübingent; Reutlingen, Stuttgart, a stuttgarti reptér, illetve Sindelfingen felé úgyszintén hatékony buszközlekedés áll rendelkezésre. A városon belüli tömegközlekedés igen jól szervezett, mintegy 22 buszjárat munkanapokon 10-20 perces járatsűrűséggel köti össze az egyetemi város egyes részeit. A hallgatók nagy száma miatt az éjszakai közlekedés (elsősorban hétvégén) is példásan szervezett.
A város területén több híd is vezet át a Neckaron. A városközpontban, a történelmi városnegyedet köti össze a déli városrésszel az Eberhard-Brücke (más néven egyszerűen Neckarbrücke), mely híd a buszforgalom kivételével északi irányban egyirányú. Komolyabb átbocsátóképességű a keleten a B27-es autópályát Lustnauval összekötő híd (Stuttgarter Strasse), a város nyugati határában a Hirschau (és Rottenburg) felé vezető közút hídja, valamint a várhegy alatti közúti alagútból a déli városrészbe vezető híd. Utóbbi érdekessége, hogy maga az alagút egyúttal a szintén a Neckart átszelő vasúti híd–alagút kombinációból kilépő Neckartalbahn vasútvonalat is szinteltolással keresztezi. Ezen két hídtól kissé keletre van egy kisebb jelentőségű híd, az Alleenbrücke, amely közúti összeköttetést biztosít az egyébként körülményesen megközelíthető várhegy déli oldalához, illetve a várhegy alatt húzódó kerékpáros-gyalogos alagúthoz.
Kisebb kapacitású híd még a Lustnaunál épült, a városrészt a lustnaui vasúti megállóval összekötő híd (Kusterdinger Strasse).
Ezenkívül még két, a gyalogosok és kerékpárosok számára nyitva álló hídról tehetünk említést: az egyik a strand és a sporttelepek forgalmát köti össze a Neckar északi partjával, a másik pedig a Platanenallee szigetet kapcsolja össze az Anlagesee körül kialakított pihenőparkkal.
A Neckarnak ezen a szakaszon a vízi közlekedésben nincs szerepe, viszont a folyónak a több mint 100 éves műemlék vízierőmű által felduzzasztott városi szakaszát a nyári szezonban csónakázásra és vízibiciklizésre, valamint egy sajátosan helyi vízisportra, a gondolázásra (Stocherkahnfahrt) használják. Utóbbi sportrendezvénye a turisztikai szempontból is jelentős, nagy nézősereget vonzó, évenként megrendezett gondolaverseny (Stocherkahnrennen), az egyetemi fakultásokból szerveződő és más csapatok részvételével, sajátos szabályok szerint rendezett evezősverseny, amelynél valóban nem a győzelem a fontos, hanem a részvétel.

## Itt születtek
- Philipp Friedrich Gmelin (1721–1768), orvos
- Johann Friedrich Gmelin (1748–1804), botanikus
- Ludwig Uhland (1787–1862), költő
- Friedrich von Huene (1875–1969), őslénykutató
- Winfried Otto Schumann (1888–1974), fizikus
- Joachim Bauer (* 1951), neurobiológus
- Sigi Schmid (1953–2018), labdarúgóedző
- Eva Haule (* 1954), Vörös Hadsereg Frakció volt tagja
- Knut Kircher (* 1969), labdarúgó-játékvezető
- Marvin Compper (* 1985), labdarúgó
- Thilo Kehrer (* 1996), labdarúgó
- Max Besuschkow (* 1997), labdarúgó

## Testvértelepülések
- Svájc Monthey 1959. június 14.
- Franciaország Aix-en-Provence 1960. október 20.
- Franciaország Kingersheim 1963. szeptember 14.
- USA Ann Arbor 1965. november 17.
- Egyesült Királyság Durham 1969. július 6.
- Svájc Aigle 1973. október 12.
- Svájc Kilchberg 1981
- Olaszország Perugia 1984. június 21.
- Oroszország Petrozavodszk 1989. október
- Peru Lima 2006. szeptember 24.